# Gent boja
Gent boja (títol original: Crazy People) és una pel·lícula estatunidenca dirigida per Tony Bill, estrenada l'any 1990. Ha estat doblada al català.

## Argument
Un publicitari excèntric decideix a partir d'un moment donat dir la veritat en els eslògans dels seus anuncis. Això no és del gust del seu cap que l'envia fer una curació de repòs a un centre per persones mentalment deficients. Només que els seus ganxos publicitaris tenen èxit a tot el país i vet aquí ara com ara té el suport dels seus companys de teràpia com coautors.

## Repartiment
- Dudley Moore: Emory Leeson
- Daryl Hannah: Kathy Burgess
- Paul Reiser: Stephen Bachman
- J. T. Walsh: Charles Drucker
- Bill Smitrovich: Bruce
- Alan North Pierre Baton): Jutge
- David Paymer: George
- Paul Bates: Manuel Robles
- Danton Stone: Saabs
- Dick Cusack: Mort
- Doug Yasuda: Hsu
- Mercedes Ruehl: Dr. Liz Baylor
- Ben Hammer: Dr. Koch
- Lloyd Kino: M. Yumio Yamashita
- Robert Ito: El traductor de M. Yamashita